# 天晶恵
天晶 恵（あまあき めぐむ、1892年（明治25年）12月22日 - 1978年（昭和53年）5月28日）は、大日本帝国陸軍軍人。最終階級は陸軍中将。

## 経歴
広島県出身。1914年（大正3年）5月、陸軍士官学校第26期卒業。
1934年（昭和9年）4月、陸軍技術本部仏国駐在官となり、1937年（昭和12年）11月、陸軍砲兵大佐に進む。ついで1938年（昭和13年）3月、陸軍科学研究所所員、1939年（昭和14年）3月、陸軍技術本部部員を経て、1940年（昭和15年）12月、陸軍少将に進級と同時に陸軍技術本部附となり、1941年（昭和16年）6月、陸軍技術本部研究所所員となった。同年9月、陸軍技術本部第1部長に補され、1942年（昭和17年）10月、第2陸軍技術研究所長となり、1944年（昭和19年）6月、陸軍中将に進級した。
1947年（昭和22年）11月28日、公職追放仮指定を受けた。